# Marcos Zapata Mañas
Marcos Zapata Mañas (Ainzón, 24 de abril de 1842-Madrid, 21 de abril de 1913) fue un dramaturgo y poeta español.

## Vida y obra
Nacido en la localidad zaragozana de Ainzón el 24 de abril de 1842, trabajó como redactor de La Discusión, El Orden y Gente Vieja.

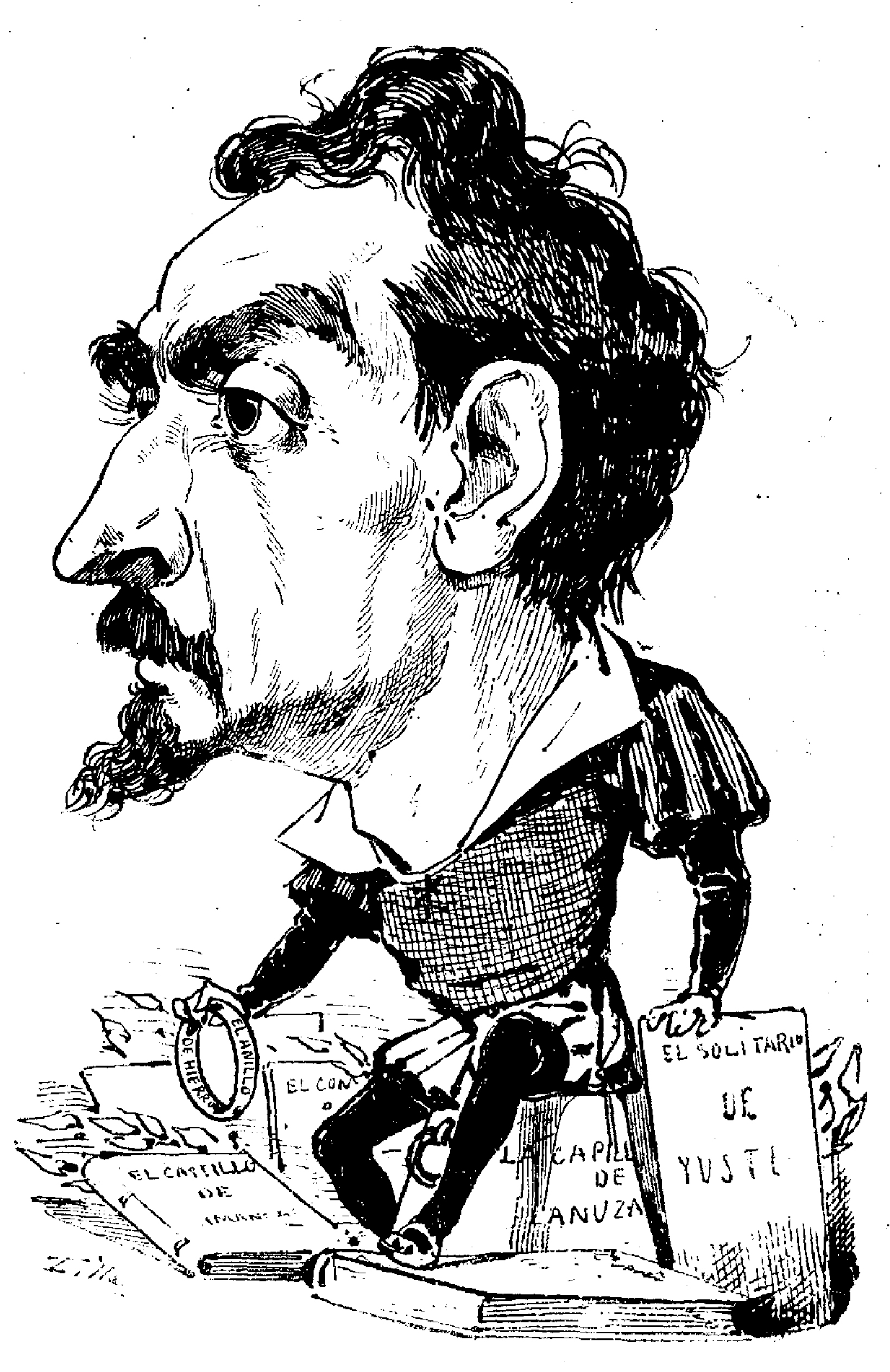
Caricaturizado por Cilla en Madrid Cómico (1880)

Su vida sufrió diversos avatares por los que tuvo que residir en Argentina algunos años y en Cuba, donde ejerció el cargo de administrador. Destacó como poeta y autor dramático de verso rotundo y sonoro. En alguna ocasión firmó sus obras como Mefisto. La mayor parte de su producción dramática son obras musicales, entre las que destacan los dramas líricos La abadía del Rosario (1880), Un regalo de boda (1885) y La campana milagrosa (1888), y las zarzuelas El anillo de hierro (1878), Camoens (1879), El reloj de Lucerna (1884) y Covadonga, escrita en colaboración con Eusebio Sierra en 1901. También escribió algunos dramas históricos, como La capilla de Lanuza (1871), El castillo de Simancas (1873) o El solitario de Yuste (1877). Su teatro es un alegato contra el despotismo provisto de largas y rotundas tiradas de versos, golpes de efecto y caracteres bravos y rudos.
Algunas de sus poesías fueron publicadas en el «Almanaque Sudamericano», edición de Ramón Espasa e hijos.
Falleció en Madrid el 21 de abril de 1913.